# Four Tet
Engelske Kieran Hebden startede sin musikalske karriere i high school, hvor han sammen med Sam Jeffers og Adem Ilhan dannede post-rock-gruppen Fridge. De albumdebuterede i 1997 med Ceefax og har med tiden udgivet fire albums – senest Happiness i 2001.
Da vennerne i Fridge skulle videre på college, begyndte Kieran Hebden at bruge mere og mere tid på sit elektronica og instrumental hiphop-projekt Four Tet, hvor eneste samarbejdspartner var den helt uundværlige laptop-computer. Der blev nu samplet, loopet og klippet i stor stil, og i 1999 så albummet Dialogue dagens lys.
Dialogue faldt i hænderne på dub-pioneren Pole, der kort efter gik sammen med Four Tet på 12"'eren Four Tet vs. Pole. Den er siden hen blevet fulgt af fire hele Four Tet-albums. Senest Pink, der indeholder numre som Locked, 128 Harps og Pinnacles. Pink er ikke blevet udgivet på en samlet 12", til gengæld er alle numrene blevet udgivet på vinyl, hver for sig.
I 2006 gik Hebden sammen med den noget oversete jazztrommeslager Steve Reid, der især er kendt for mesterværket Nova fra 1976, og udgav den skævvredne The Exchange Sessions vol. 1.

## Diskografi

### Albums
- 1999: Dialogue
- 2001: Pause
- 2003: Rounds
- 2005: Everything Ecstatic
- 2006: Remixes
- 2006: The Exchange Sessions vol. 1 feat. Steve Reid
- 2008: Ringer (EP)
- 2010: There Is Love in You
- 2012: Pink
- 2013: Beautiful Rewind
- 2015: Morning/Evening